# 愛の終り
「愛の終り」（あいのおわり）は1969年12月にザ・テンプターズがリリースした9枚目のシングルである。

## 解説
- 前作「エブリバディ・ニーズ・サムバディ」と同様に、両面とも「ザ・テンプターズ・イン・メンフィス」からのシングル・カット。
- 前作同様に、ザ・テンプターズと併せて　唄）萩原健一　とクレジットされている。
- ザ・テンプターズのシングルとしては、一番演奏時間が長い。
- 前作のリリース（1969年11月25日）から1ヵ月も経っていない同年12月20日の発売であった。

## 収録曲
1. 愛の終り【The end of love】（4分10秒）ソロ：萩原健一
  - 作詞・作曲:松崎由治
2. 青春の叫び【Shout of young blood】（3分24秒）ソロ：萩原健一
  - 作詞:なかにし礼／作曲:佐藤允彦